# Scapanus
A Scapanus az emlősök (Mammalia) osztályának Eulipotyphla rendjébe, ezen belül a vakondfélék (Talpidae) családjába tartozó nem.

## Előfordulásuk
A Scapanus-fajok előfordulási területe a Sziklás-hegységtől nyugatra található. Vagyis a kanadai Brit Columbiától délfelé egészen a mexikói Alsó-Kalifornia (Baja California) északi feléig tart. Az eddig megtalált fosszilis fajok alapján, ez az emlősnem már 13,6 millió évvel ezelőtt is létezett, azaz a középső miocén korszak idején.

## Rendszerezés
A nembe az alábbi 3 élő faj tartozik:
- széleslábú vakond (Scapanus latimanus) (Bachman, 1842)
- parti vakond (Scapanus orarius) (True, 1896)
- Townsend-vakond (Scapanus townsendii) (Bachman, 1839) - típusfaj

Az élő fajok mellett, ezidáig még legalább 4 másik fosszilis fajról is tudunk:
- †Scapanus hagermanensis (pliocén-pleisztocén, Idaho)[1]
- †Scapanus malatinus (pliocén-holocén, Kalifornia)[2]
- †Scapanus proceridens (miocén, Oregon és Idaho)[3]
- †Scapanus shultzi (miocén, Kalifornia és Oregon)[4]

## Képek

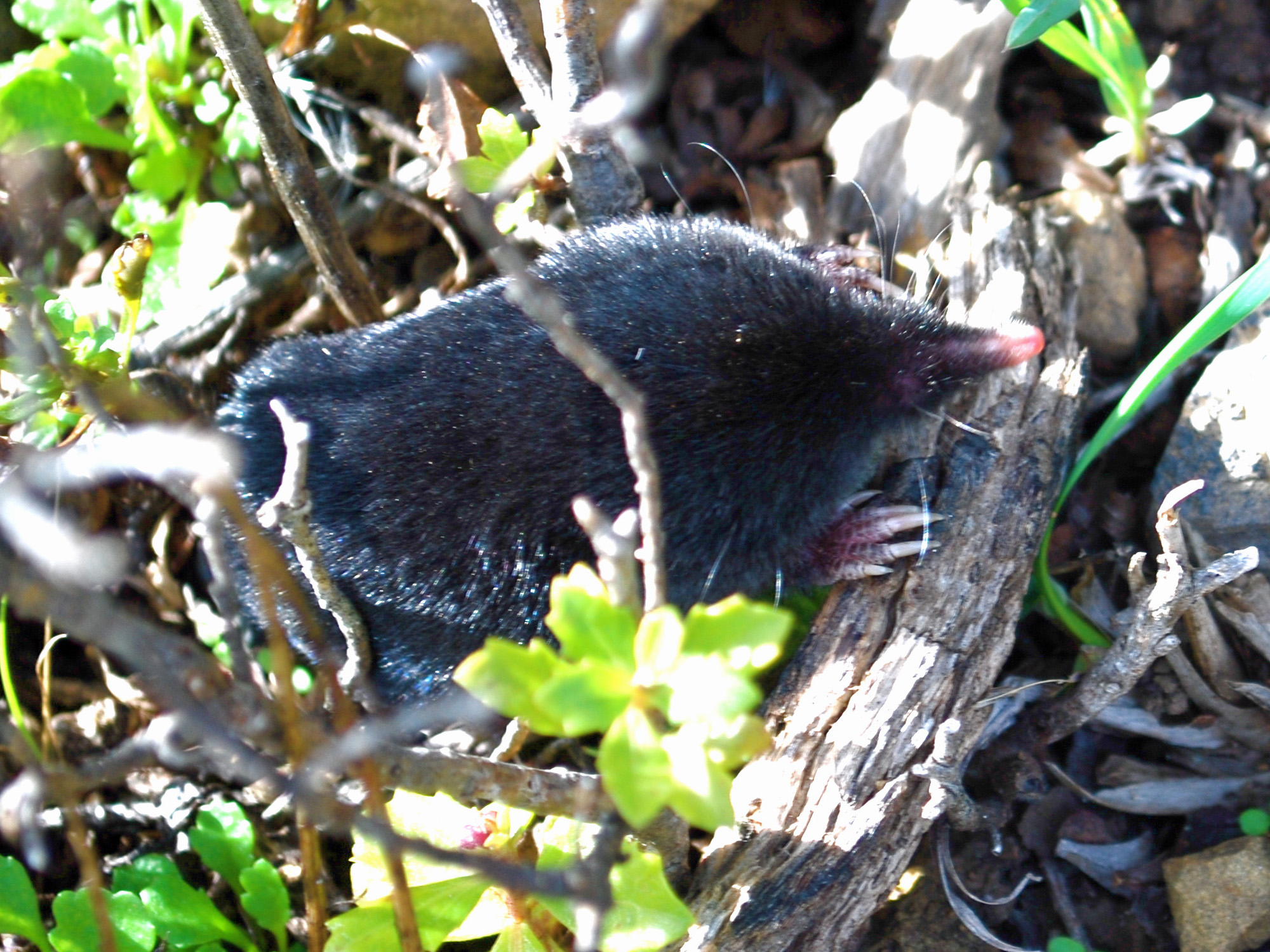
Széleslábú vakond (Scapanus latimanus)
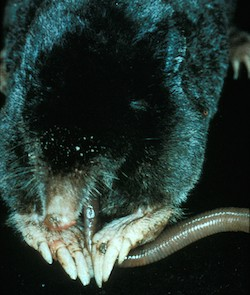
Parti vakond (Scapanus orarius)

### Fordítás
- Ez a szócikk részben vagy egészben  a   Scapanus című angol Wikipédia-szócikk ezen változatának fordításán alapul.  Az eredeti cikk szerkesztőit annak laptörténete sorolja fel. Ez a jelzés csupán a megfogalmazás eredetét és a szerzői jogokat jelzi, nem szolgál a cikkben szereplő információk forrásmegjelöléseként.